# Kerry Ellis
Kerry Ellis (nació 6 de mayo de 1979) es una actriz británica que protagoniza a Elphaba en el musical Wicked. También ha intervenido en los musicales Les Misérables, Oliver!, Cats, Miss Saigon, Chess, The War of the Worlds and RENT. 